# Битва під Журавном
Би́тва під Жура́вном (пол. Bitwa pod Żurawnem, тур. İzvança Muharebesi) сталася 25 вересня — 14 жовтня 1676 року під час польсько-турецької війни 1672—1676 років між військами Речі Посполитої під командуванням короля Яна III Собеського і 100-тисячним турецьким військом Ібрагіма Шишмана. Польські війська майже місяць вели жорстокі бої на «Журавенських полях» між ріками Дністер та Свіча.
Невдовзі в околицях Журавна супротивники уклали Журавенський мир, який завершив війну і зупинив турецьку експансію, жертвою якої 4 роки перед тим став Кам'янець-Подільський.

## Командуючі українсько-польським військом
- гетьман коронний — Ян Собеський
- гетьман польний — С. Яблоновський
- гетьман литовський

## Командуючі турецько-татарськими військами
- Шайтан Ібрагім Паша
- Хусейн Паша Анатолії
- Галі Паша Боснії
- Мехмет Паша Румелії
- Ахмет Паша Караманії
- Ахмет Паша Азова та Силістрії

- Багардрі Паша, ага яничарів (генерал-лейтенант)
- Солтан Ага (генерал армії)
- Нурадин Султан (генерал армії татар)

## Значення
У турків відібрано 12 000 ясиру.

## Вшанування пам'яті
У двохсоту річницю тієї події в Журавні встановили пам'ятник у формі кам'яної колони на високому постаменті, який зберігся і досі.